# Amara pallipes
Amara pallipes är en skalbaggsart som beskrevs av Kirby. Amara pallipes ingår i släktet Amara och familjen jordlöpare. Inga underarter finns listade i Catalogue of Life.